# Daniel David
Rudolf Zawrel, artiestennaam Daniel David (Ziering, 3 mei 1951) is een voormalige Duitse schlagerzanger.

## Biografie
Na een weinig succesvolle carrière als schlagerzanger en componist in de jaren 1970 en 1980 richtte de geschoolde bouwer van energie-installaties in 1996 de Internetprovider IPF.NET op, die hij op 11 augustus 1999 onder de naam Gigabell AG aan de beurs bracht. Door wanbeleid en overschatting van het eigen kunnen (de ombouw van een pure internetprovider tot een volservice-telecommunicatiebedrijf), foute investeringen en meer belandde het bedrijf snel in de door vele branchekenners voorspelde problemen. In augustus 2000 moest het in Frankfurt am Main residerende bedrijf als eerste van de nieuwe markt het faillissement aanvragen.
Zawrel heeft de reputatie, verantwoordelijk te zijn voor de eerste grote zondeval van de New Economy am Neuen Markt. In het bijzonder het snelle en onnodige verbranden (Cash-Burn) van de liquide geldmiddelen werd hem niet in dank afgenomen. Rudolf Zawrel woont met zijn echtgenote in Estepona bij Marbella en werkt als verantwoordelijke productmanager bij het daar ingeschreven telecommunicatiebedrijf TerraSip van zijn echtgenote Susan Zawrel-Scheiber, die ook voor de Europese markt VoIP oplossingen aanbiedt. In september 2005 werd Zawrel door de arrondissementsrechtbank Frankfurt am Main tot 22 maanden voorwaardelijke hechtenis veroordeeld wegens insiderhandel en vertraging in faillissement.

## Discografie (Singles)

### als Daniel David
- 1976: Der Tag kommt für uns zwei / Er war mein Freund
- 1976: Denn kein Engel tanzt Rock ’n’ Roll
- 1977: Warum hast du mir nicht geschrieben
- 1978: Ein Schuss Rum in den Tee
- 1978: Sandy
- 1979: Jenny wird noch heute Nacht sterben